# Élisabeth Collot
Ne doit pas être confondu avec Tava Colo.
Pour les articles homonymes, voir Benoist et Collot.
Élisabeth Collot, née Élisabeth Marie Louise Benoist le 21 juin 1903 à Andelot (Haute-Marne) et morte le 4 septembre 2016 à Échirolles (Isère), est une supercentenaire française. Elle est la doyenne des Français du 1er juillet 2016 jusqu'à sa mort deux mois plus tard.

## Biographie
Élisabeth Marie Louise Benoist naît le 21 juin 1903 à Andelot-Blancheville, en Haute-Marne.
Elle se marie en 1925 avec Paul Collot. Elle a six enfants, 11 petits-enfants, 24 arrière-petits enfants et 5 arrière-arrière-petits-enfants.
Après la mort d'Eudoxie Baboul, le 1er juillet 2016, elle devient la doyenne officielle des Français, bien que la Mahoraise Tava Colo, qui prétend être née le 22 décembre 1902, pouvait être plus âgée qu'elle.
Elle meurt le 4 septembre 2016, à l'âge de 113 ans, chez son fils, à Échirolles, en Isère.